# 波蘭立陶宛聯邦行政區劃
波兰立陶宛联邦行政区划是由分裂的波兰王国和波兰立陶宛联邦漫长而复杂的历史造成的。
过去属于波兰立陶宛联邦的国土主要分布在这几个东欧，中欧和北欧的现代国家：波兰（除了现在的波兰西部），立陶宛，拉脱维亚，白俄罗斯，乌克兰的大部分地区，俄罗斯的部分地区，爱沙尼亚，斯洛伐克，罗马尼亚和罗马尼亚小部分地区。

## 术语
虽然“波兰”也通常表示波兰立陶宛联邦整体，但波兰事实上只表示波兰立陶宛联邦的一部分，其分为两个主体部分：
- 波兰王国王冠领地（狭义上的波兰），简称“王冠领地”（the Crown）
- 立陶宛大公国，简称“立陶宛”

王冠领地又分为两个“行省”（prowincja）：大波兰和小波兰。这两个大区和立陶宛大公国是才可以叫做“行省”的三个地区。联邦又进一步被分为更小的区域，称为“省”（województwa），每个省由省长（Voivode）管辖。各省又进一部分为县（powiat），长老区（starostwo）是一个特殊的地区，每个长老区由一个长老统治。城市由城主统治。这些规则经常有例外，往往涉及行政上下级行政区划对土地的划分：如果要了解联邦的行政结构，参见波兰立陶宛联邦职责。

## 行政区划

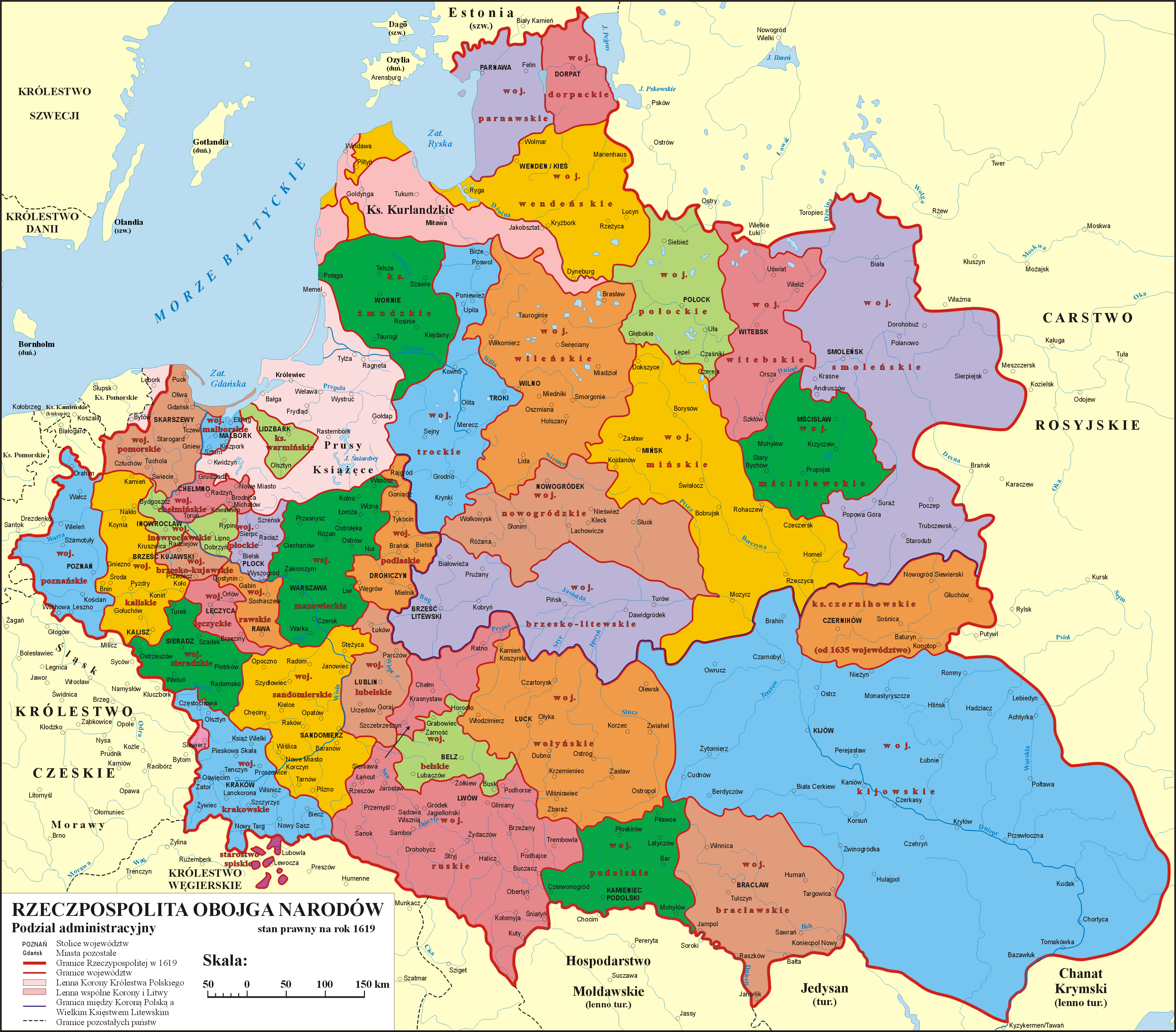
显示1619年波兰立陶宛联邦的各个省份的地图

包含大区、省份和更小的行政区划。

### 波兰王国王冠领地（波兰王冠领地）
波兰王国王冠领地或简称为王冠领地（波蘭語：Korona）是指从波兰王国建国到1795年波兰立陶宛联邦灭亡这一段时间内由波兰直接管理的土地。
| 1569年后的省份    | 首府                | 成立年份 | 县份数量 | 面积（km²） |
| ----------------- | ------------------- | -------- | -------- | ----------- |
| 贝沃兹省          | 贝沃兹              | 1462年   | 4县      | 9000        |
| 布拉克沃夫省      | 布拉克沃夫          | 1569年   | 2县      | 31500       |
| 布杰斯克-库亚雅省 | 布杰斯克-库亚雅     | 14世纪   | 5县      | 3000        |
| 切尔尼戈夫省      | 切尔尼戈夫          | 1635年   | 2县      |             |
| 格涅兹诺省        | 格涅兹诺            | 1768年   | 3县      | 7500        |
| 卡利什省          | 卡利什              | 1314年   | 6县      | 15000       |
| 基辅省            | 基辅                | 1471年   | 3县      | 200000      |
| 克拉科夫省        | 克拉科夫            | 14世纪   | 4县      | 17500       |
| 卢布林省          | 卢布林              | 1474年   | 3县      | 10000       |
| 宛兹卡省          | 宛兹卡              | 1772年   | 3县      | 4000        |
| 马尔堡省          | 马尔堡              | 1466年   | 4县      | 2000        |
| 马索维安省        | 华沙                | 1526年   | 23县     | 23000       |
| 波多尔省          | 卡缅涅茨-波多利斯基 | 1434年   | 3县      | 17750       |
| 波兹南省          | 波兹南              | 14世纪   | 3县      | 15500       |
| 普沃茨克省        | 普沃茨克            | 1495年   | 8县      | 3500        |
| 波德拉斯基省      | 德罗希琴            | 1513年   | 3县      |             |
| 拉瓦省            | 拉瓦-马佐夫舍       | 1462年   | 6县      | 6000        |
| 鲁塞尼亚省        | 利沃夫              | 1434年   | 13县     | 83000       |
| 桑多梅日省        | 桑多梅日            | 14世纪   | 6县      | 24000       |
| 谢拉兹省          | 谢拉兹              | 1339年   | 4县      | 10000       |
| 沃尔希连省        | 卢茨克              | 1569年   | 3县      | 38000       |

两个在波兰王冠领地里具有高度自治权的重要的宗教实体为谢维尔兹公国和瓦尔米亚采邑主教区。
波兰王冠领地封地包括劳恩堡和比余托夫和两个与立陶宛大公国共同管理的共管国：利沃尼亚公国和库尔兰和瑟米利亚公国。
一些波希米亚斯泽皮斯县的飞地也同样属于波兰（由于卢博拉条约）。

### 立陶宛大公国
立陶宛大公国或简称为立陶宛是于立陶宛大公国建国到1795年波兰立陶宛联邦灭亡这一段时间里，由立陶宛管辖的地区。
就在卢布林联合（1569年）之前，立陶宛的四个省（基辅，波德拉斯基，布拉克沃夫和沃尔希连）被齐格蒙特二世购买，转移到波兰王室领地，并且利沃尼亚大公国在1561年被购买，成为波兰与立陶宛共同管理的共管国。库尔兰和瑟米利亚公国是另一个共管国。 
1569年后，立陶宛拥有8个省和一个长老区： 
| 1569年后的省          | 首府       | 成立年份 | 县份数量 | 1590年面积（km²） |
| --------------------- | ---------- | -------- | -------- | ----------------- |
| 布雷斯特-里托夫斯科省 | 布雷斯特   | 1566年   | 2县      | 40600             |
| 明斯克省              | 明斯克     | 1566年   | 3县      | 55500             |
| 马斯梯斯劳省          | 马斯梯斯劳 | 1566年   | 1县      | 22600             |
| 诺卧格洛德克省        | 新格鲁多克 | 1507年   | 3县      | 33200             |
| 波罗兹克省            | 波罗兹克   | 1504年   | 1县      | 21800             |
| 萨莫吉希亚长老区      | 拉瑟尼埃   | 1411年   | 1县      | 23300             |
| 查基省                | 查基       | 1413年   | 4县      | 31100             |
| 维尔纽斯省            | 维尔纽斯   | 1413年   | 5县      | 44200             |
| 维捷布斯克省          | 维捷布斯克 | 1511年   | 2县      | 24600             |

最古老的一个立陶宛行政区划萨莫吉希亚公国的地位和省一样，但保留公国的名字。
在利沃尼亚战争（1558年－1582年）后，立陶宛获得属国库尔兰公国和首都叶尔加瓦。

### 封地

#### 普鲁士公国（1525年－1701年）
普鲁士公国是自1525年至1701年位于普鲁士东部的公国。在1525年宗教改革中，条顿骑士团大团长阿尔布雷希特将普鲁士世俗化，自己也变为普鲁士公爵。他的公国的首都位于柯尼斯堡（加里宁格勒），为波兰王冠领地封地。

#### 利沃尼亚公国（波兰语：Inflanty）（1569年－1772年）
利沃尼亚公国 是立陶宛大公国的封地——后来变为波兰和立陶宛的共管国。

#### 库尔兰公国（1562年－1791年）
库尔兰和瑟米利亚公国是一个位于波罗的海地区的公国，在1561年到1791年间，作为立陶宛大公国和后来的波兰立陶宛联邦的诸侯国。在1791年，它获得了完全的独立，但在1795年3月28日，它在第三次瓜分波兰时，被俄罗斯帝国合併。

## 备选同盟计划

### 波兰立陶宛鲁塞尼亚联邦

波兰立陶宛鲁塞尼亚联邦徽章

希望提出不同时间去创造鲁塞尼亚公国，特别是在1648年哥萨克起义在乌克兰反对波兰发露的时候。这个提议于1658年哈迪雅克条约中提出，鲁特尼亚已成为联邦的正式成员，这就建立了一个三国联邦波兰立陶宛鲁塞尼亚联邦，但是由于撒拉赤塔（掷斧骑兵）要求俄罗斯进攻，并和哥萨克保持距离，所以该计划从没付诸实施。

### 波兰立陶宛俄罗斯联邦
处于类似的原因，波兰立陶宛俄罗斯联邦也从没付诸实施，虽然在波兰-莫斯科战争波兰王子（后来的国王）瓦迪斯瓦夫四世·瓦萨暂时当选俄罗斯沙皇。